# Konvice

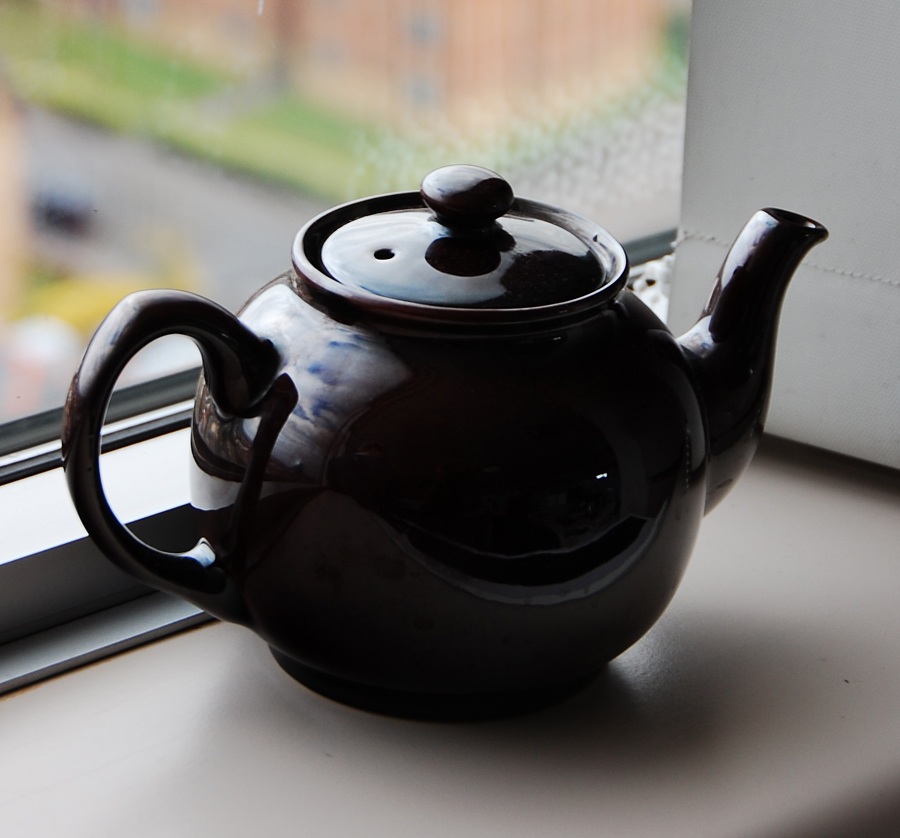
Keramická čajová konvice

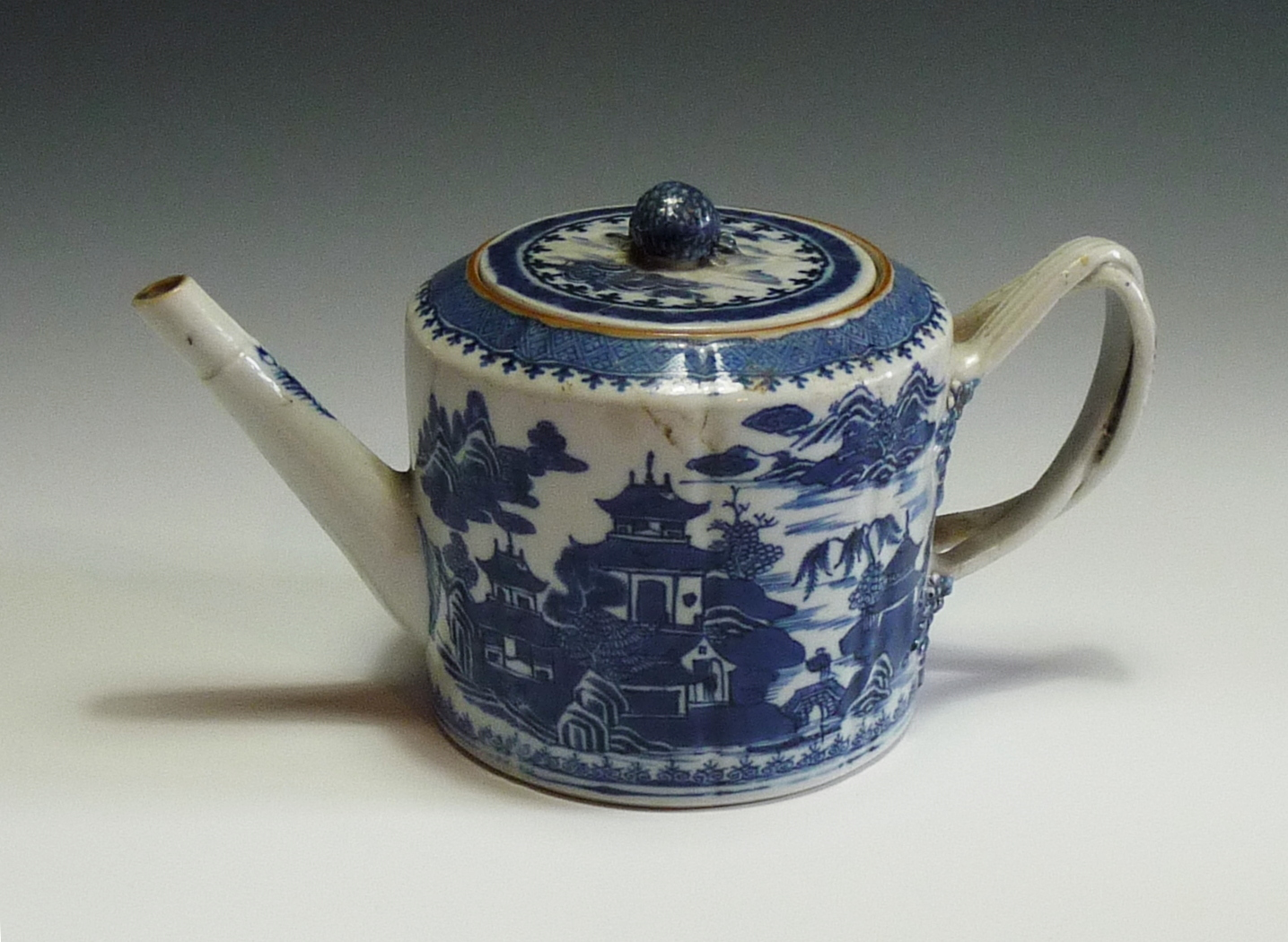
Čínská čajová konvice (18. století)

Konvice je nádoba, která je užívána zejména v domácnostech pro přípravu, transport, skladování a podávání nápojů. Obvykle jde o uzavřenou skleněnou, kovovou (plechovou), keramickou, plastovou nebo porcelánovou nádobu opatřenou držadlem, hubicí a víčkem, která spadá do kategorie nádobí. Typická je například pro podávání čaje, uchovává teplo, odtud pak čajová konvice ( dlouho vaří vodu pro lepší zážitek z čaje) respektive čajník. Některé čajové konvice jsou vybaveny sítkem na louhování bylinek. 

## Varná konvice
Pro přímou tepelnou přípravu teplých nápojů slouží varné konvice, které dnes bývají vyrobeny z kovu nebo varného skla, umožňujícího vařit vodu přímo na elektrickém nebo plynovém vařiči (sporák) bez nutnosti přelévání vody.

## Rychlovarná konvice
Rychlovarná konvice je domácí elektrospotřebič, jde vlastně o kombinaci klasické konvice která je doplněna speciálním elektrotechnickým zařízením pro odporový ohřev vody (vestavěný elektrický rychlovařič).
Existují i speciální typy dvojitých konvic opatřené speciálními vodními filtry, které jsou označovány jako filtrační konvice.